# Scolelepis bousfieldi
Scolelepis bousfieldi är en ringmaskart som beskrevs av Pettibone 1963. Scolelepis bousfieldi ingår i släktet Scolelepis och familjen Spionidae. Inga underarter finns listade i Catalogue of Life.